# Michael Bílek
Michael Bílek (22. října 1942 Turnov – 22. června 2015) byl český sochař figuralista, restaurátor, fotograf a amatérský hvězdář.

## Život
Studoval v letech 1958–1962 na SPŠ v Turnově, obor umělecký kovář. Dále 1962–1964 na SUPŠ v Hořicích, obor sochař-restaurátor a v letech 1964–1969 na AVU Praha. Zde byl v sochařském ateliéru prof. Karla Hladíka a potom v roce 1966 na stáži u profesora Otty Herberta Hajka ve Stuttgartu. Od roku 1971 pracoval v Petrovicích u Ústí nad Labem jako sochař a restaurátor. V roce 1990 se stal členem Asociace restaurátorů od roku 1991 členem S.V.U. Mánes.

## Tvorba
Vystavoval od roku 1965, samostatně od roku 1977 a je zastoupen ve sbírkách galerií. Je autorem řady veřejných realizací, většinou v Severních Čechách. Své výstavy realizoval také společně se svou manželkou grafickou Alenou Bílkovou.

## Galerie

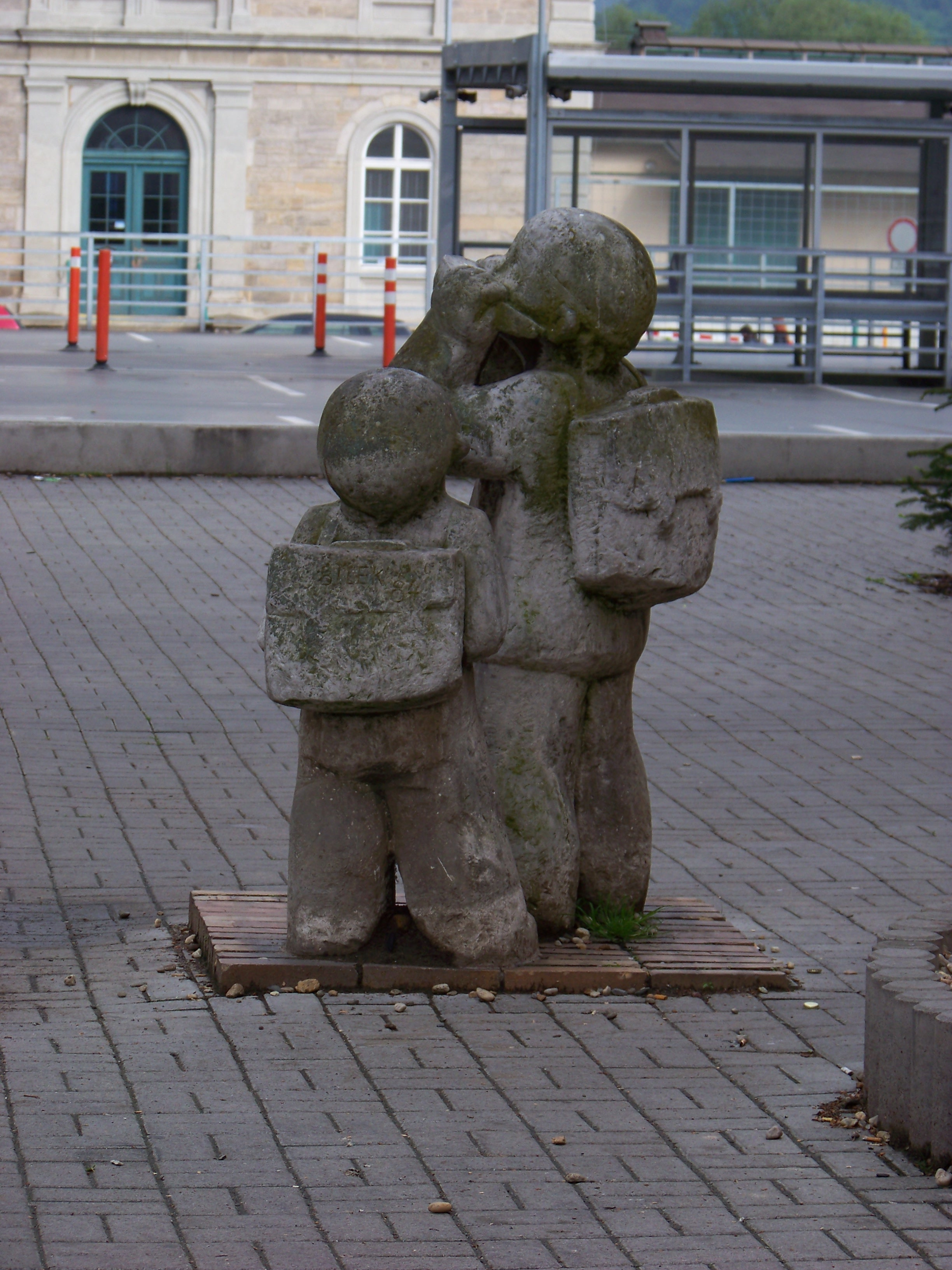
Sousoší dětí před OC Korál v Děčíně
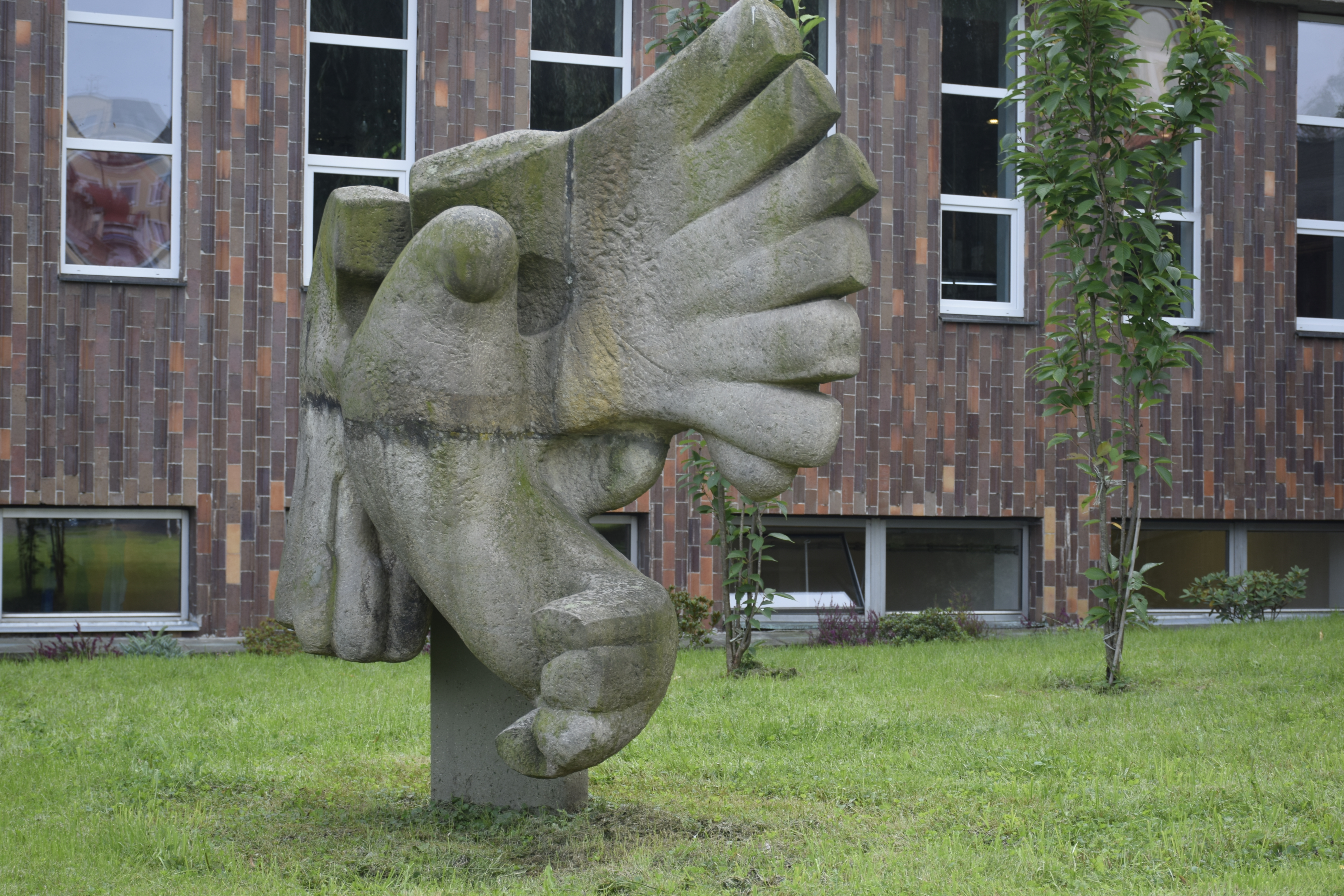
Holubice míru před bývalým OV KSČ v Děčíně
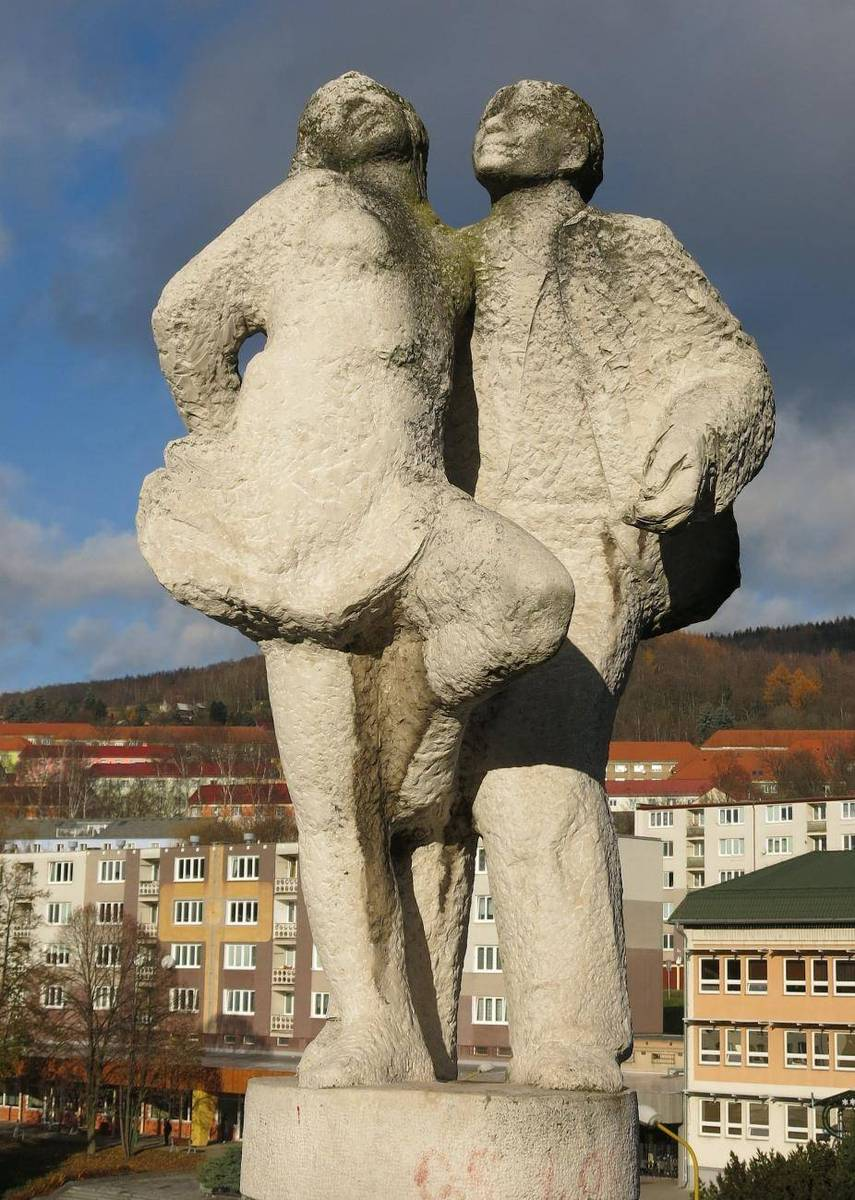
Tančící dvojice, pískovec, 1988, Meziboří
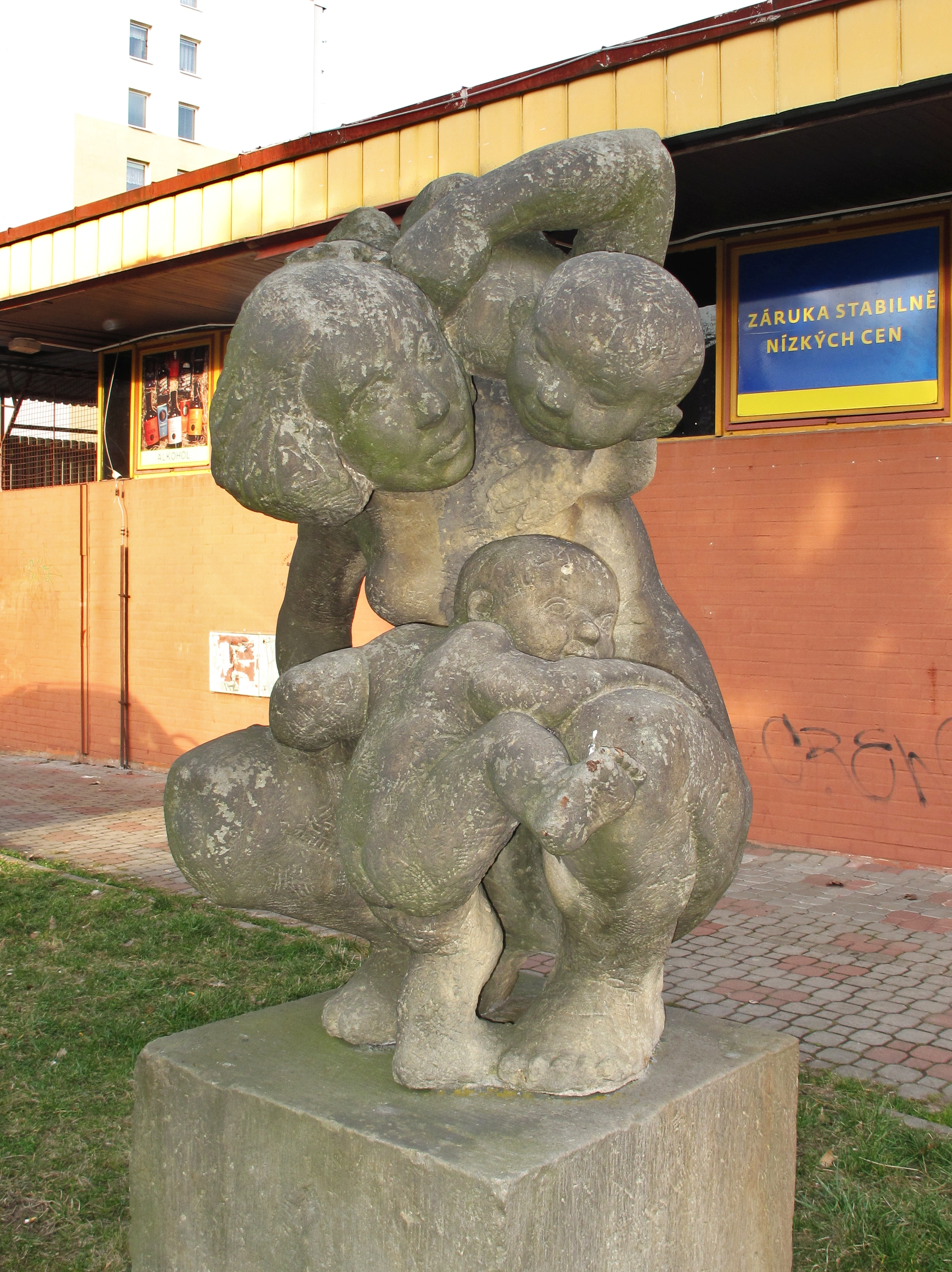
Matka s dětmi, pískovec, 1978, před OD Máj v Litvínově
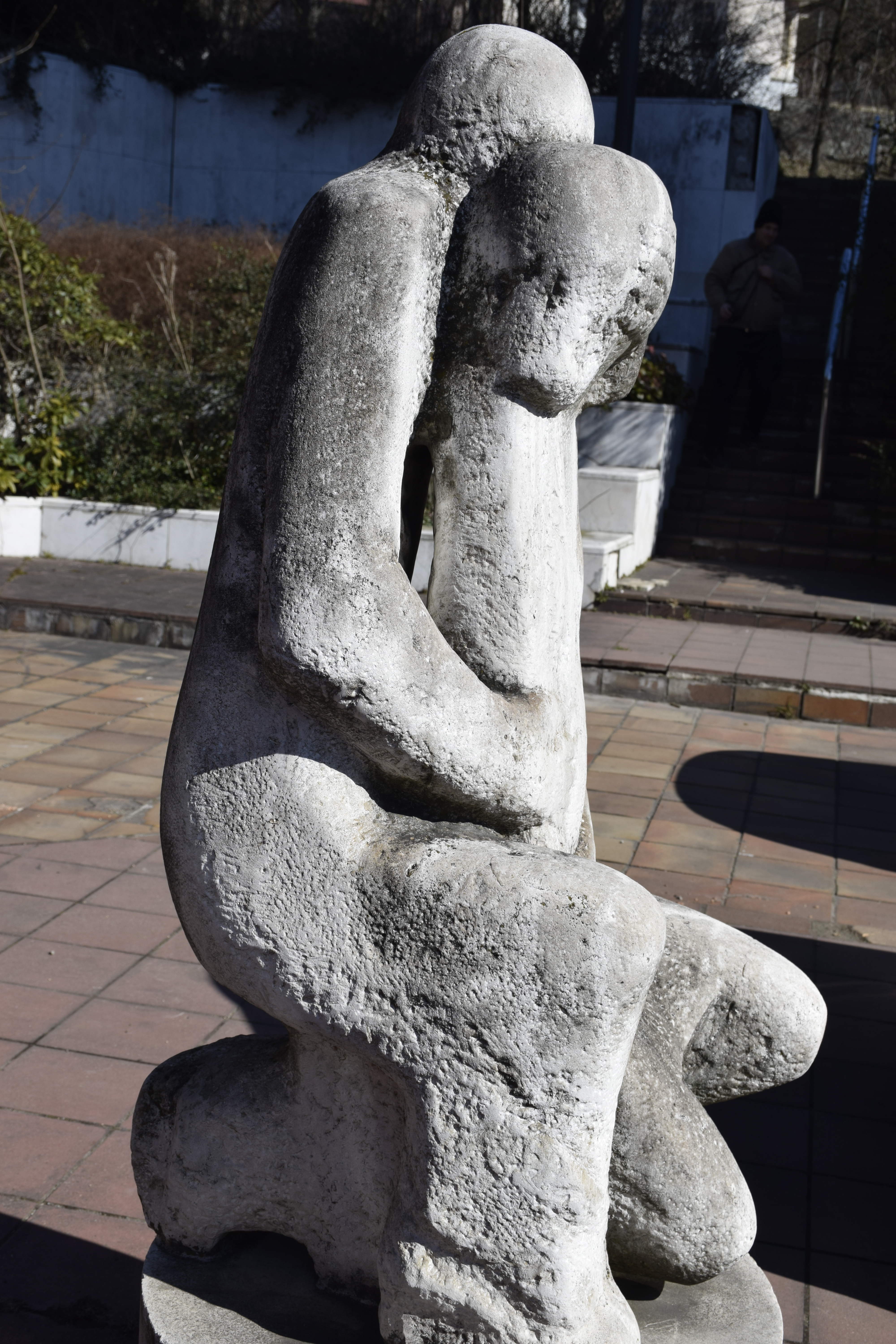
Socha Dvojice původně umístěná do atria hotelu Vladimir, v roce 2022 před hotelem